# 哈勇家
《哈勇家》是一部2022年的臺灣劇情長片，是陳潔瑤導演執導的第3部劇情長片，講述一個高山上的泰雅族部落裡三代同堂的家族，如何因選舉、異國文化等價值觀而產生衝突。電影在2022年11月11日於全台正式上映。主演包括林亭莉、黃信赫、黃瀞怡、張祖鈞、陳德清、林詹珍妹、陳宇、法愛Vaai等。

## 演員
- 林亭莉（AKB48 Team TP） （亦演唱本片主題曲）飾演阿莉
- 黃信赫飾演andy
- 黃瀞怡飾演尤莉
- 張祖鈞飾演以諾
- 李瑄飾演以愛
- 陳德清飾演哈勇
- 林詹珍妹飾演阿嬤
- 洪金輝飾演巴尚
- 林孟君飾演席浪
- 嵬浪·斗力飾演巴尚幕僚
- 辛甘飾演小美
- 黃智靖飾演鄉長秘書
- 法愛Vaai飾演鄉長
- 陳宇特別演出
- 黃鐙輝特別演出

## 製作
本片獲得文化部長片輔導金新台幣800萬元補助。劇組在2020年12月底於宜蘭縣大同鄉南山部落開拍，拍攝途中經歷降雪，並於2021年3月初殺青。

## 電影歌曲
| 曲別   | 歌名         | 作曲         | 作詞                 | 演唱者         |
| ------ | ------------ | ------------ | -------------------- | -------------- |
| 主題曲 | 《烤火的房》 | 保卜・巴督路 | 陳潔瑤、保卜・巴督路 | 林亭莉         |
| 插曲   | 《我的一家》 | 黃韻仁       | 陳樂融               | 黃瀞怡         |
| 插曲   | 《新年快樂》 | 陳秀男       | 陳樂融               | 黃瀞怡、吳映潔 |

## 獎項記錄
| 頒獎日期       | 類別                   | 獎項                                                                 | 入圍者／作品   | 結果 | 參考 |
| -------------- | ---------------------- | -------------------------------------------------------------------- | -------------- | ---- | ---- |
| 2022年11月19日 | 第59屆金馬獎           | 最佳劇情片                                                           | 《哈勇家》     | 提名 |      |
| 2022年11月19日 | 最佳導演               | 陳潔瑤                                                               | 獲獎           |      |      |
| 2022年11月19日 | 最佳女配角             | 林詹珍妹                                                             | 獲獎           |      |      |
| 2022年11月19日 | 最佳新演員             | 張祖鈞                                                               | 提名           |      |      |
| 2022年11月19日 | 最佳原著劇本           | 陳潔瑤、謝惠菁                                                       | 提名           |      |      |
| 2022年11月19日 | 最佳原創電影歌曲       | 詞 : 陳潔瑤、保卜・巴督路 曲 : 保卜・巴督路 唱 : 林亭莉 〈烤火的房〉 | 提名           |      |      |
| 2022年12月5日  | 第33屆新加坡國際電影節 | 「亞洲長片競賽」 最佳導演                                            | 陳潔瑤         | 獲獎 |      |
| 2023年3月      | 第4屆台灣影評人協會獎  | 最佳影片                                                             | 《哈勇家》     | 提名 |      |
| 2023年3月      | 最佳導演               | 陳潔瑤                                                               | 獲獎           |      |      |
| 2023年3月      | 最佳劇本               | 陳潔瑤                                                               | 獲獎           |      |      |
| 2023年3月      | 最佳女演員             | 林詹珍妹                                                             | 提名           |      |      |
| 2023年3月      | 最佳男演員             | 洪金輝                                                               | 提名           |      |      |
| 2023年7月8日   | 第25屆台北電影獎       | 百萬首獎                                                             | 《哈勇家》     | 提名 |      |
| 2023年7月8日   | 第25屆台北電影獎       | 最佳劇情長片                                                         | 《哈勇家》     | 獲獎 |      |
| 2023年7月8日   | 第25屆台北電影獎       | 最佳導演                                                             | 陳潔瑤         | 提名 |      |
| 2023年7月8日   | 第25屆台北電影獎       | 最佳男配角                                                           | 林孟君         | 提名 |      |
| 2023年7月8日   | 第25屆台北電影獎       | 最佳女配角                                                           | 林詹珍妹       | 提名 |      |
| 2023年7月8日   | 第25屆台北電影獎       | 最佳女配角                                                           | 黃瀞怡         | 提名 |      |
| 2023年7月8日   | 第25屆台北電影獎       | 最佳新演員                                                           | 洪金輝         | 獲獎 |      |
| 2023年7月8日   | 第25屆台北電影獎       | 最佳編劇                                                             | 陳潔瑤、謝惠菁 | 提名 |      |
| 2023年7月8日   | 第25屆台北電影獎       | 最佳剪輯                                                             | 陳建志         | 獲獎 |      |
| 2023年7月8日   | 第25屆台北電影獎       | 最佳造型設計                                                         | 高仙齡         | 提名 |      |
| 2023年7月8日   | 第25屆台北電影獎       | 最佳美術設計                                                         | 姚國禎         | 提名 |      |
| 2023年7月8日   | 第25屆台北電影獎       | 最佳配樂                                                             | 保卜・巴督路   | 提名 |      |
| 2023年7月8日   | 第25屆台北電影獎       | 最佳海報獎                                                           | 陳世川         | 提名 |      |
| 2023年7月8日   | 第25屆台北電影獎       | 最佳預告片獎                                                         | 孫悅慈、趙憶庭 | 提名 |      |

## 外部連結
- 哈勇家的Facebook專頁
- 開眼電影網上《哈勇家》的資料（繁體中文）
- 台灣電影網上《哈勇家》的資料（繁體中文）
- 互联网电影数据库（IMDb）上《哈勇家》的资料（英文）